# Rhipidia (Rhipidia) flavopostica
Rhipidia (Rhipidia) flavopostica is een tweevleugelige uit de familie steltmuggen (Limoniidae). De soort komt voor in het Neotropisch gebied.